# Горбатюк Дем'ян Лаврентійович
Горбатюк Дем'ян Лаврентійович (* 22 січня 1941 — † 27 вересня 2007) — відомий український науковець, хірург-трансплантолог, лікар-морфолог-андролог, педагог, громадський діяч. Автор понад 300 наукових праць та ряду винаходів у галузі хірургії. Доктор медичних наук, академік Академії наук вищої освіти України, завідувач кафедри оперативної хірургії і топографічної анатомії Київського медичного університету Української асоціації народної медицини, професор кафедри оперативної хірургії і топографічної анатомії Київської національної академії післядипломної освіти імені П. Л. Шупика, генерал-майор Козацтва України (2001).

## Життєпис
Народився в с. Тинне Рівненської області в сім'ї хліборобів.
Випускник Київського медичного інституту ім. акад. О. О. Богомольця. Працював хірургом дільничої і районної лікарень на Каневщині. Закінчив цільову аспірантуру Московського державного університету дружби народів імені Патріса Лумумби. Учень та послідовник московської наукової хірургічної школи академіка В. В. Кованова, академіка І. Д. Кирпатовського та Київської наукової школи академіка К. І. Кульчицького.
Після закінчення аспірантури працював асистентом кафедри оперативної хірургії у Київському медичному інституті имені акад. О. О. Богомольця. З 1980 року — доцент кафедри оперативної хірургії і топографічної анатомії Київського державного інституту удосконалення лікарів.
Напрямок наукових досліджень Дем'яна Горбатюка — вивчення питань морфо-функціональних аспектів впливу теплової ішемії та інших факторів на чоловічу репродуктивну систему, а також визначення оптимальних строків хірургічної корекції вроджених вад розвитку репродуктивної системи чоловіків.
Підготував більше 10 кандидатів та докторів медичних наук.
У 2004 нагороджений орденом Ярослава Мудрого.
Напередодні Парламентських виборів в Україні 2006 був № 155 у виборчому списку БЮТ.